# Ружников, Дмитрий Олегович
Ружников Дмитрий Олегович — вице-мэр города Иркутска (с 20 мая 2020), врио мэра г. Иркутск (с 17 марта 2020 года по 30 апреля 2020 года).

## Биография
Дмитрий Олегович Ружников родился 30 июля 1984 года в городе Иркутске. Окончил школу № 64, после чего поступил в лицей при ИВАИИ (ИВВАИУ).
В 2001—2006 годах обучался на электротехническом факультете Иркутского государственного университета путей сообщения.
2002 год — инженер в ОАО «Сибирьтелеком».
2006 год — начальник производства в рекламной компании ООО «Зонткард».
2008 год — специалист отдела снабжения, ОАО "ФСК «Новый город».
2010 год — руководитель департамента, ОАО "ФСК «Новый город».
В сентябре 2014 года Дмитрий Олегович был избран депутатом Думы города Иркутска шестого созыва. Входил в состав комиссии по вопросам градостроительства, архитектуры и дизайна, а также в состав комиссии по собственности и земельным отношениям.
2016 год — заместитель генерального директора, ОАО "ФСК «Новый город».
В сентябре 2019 года Ружников был избран депутатом Думы города Иркутска седьмого созыва. Одновременно занимал должность председателя думы Иркутска (до 30 апреля 2020 г.)
С 17 марта 2020 года по 30 апреля 2020 года был назначен временно исполняющим обязанности мэра г. Иркутск.
20 мая 2020 г. Ружников Дмитрий Олегович назначен вице-мэром города Иркутска.